# Mỹ Đức Tây
Mỹ Đức Tây là một xã thuộc tỉnh Đồng Tháp, Việt Nam.

## Địa lý
Xã Mỹ Đức Tây có vị trí địa lý:
- Phía đông giáp xã Cái Bè.
- Phía tây giáp xã Mỹ Lợi.
- Phía nam giáp xã An Hữu.
- Phía bắc giáp xã Mỹ Thiện.

Xã Mỹ Đức Tây có diện tích 45,67 km², dân số năm 2025 là 36.897 người, mật độ dân số đạt 807 người/km².

## Lịch sử
Ngày 16 tháng 6 năm 2025, Ủy ban Thường vụ Quốc hội ban hành Nghị quyết số 1663/NQ-UBTVQH15 về việc sắp xếp các đơn vị hành chính cấp xã của tỉnh Đồng Tháp năm 2025. Theo đó, sắp xếp toàn bộ diện tích tự nhiên, quy mô dân số của các xã Thiện Trí, Mỹ Đức Đông và Mỹ Đức Tây thành xã mới có tên gọi là xã Mỹ Đức Tây.
Sau khi sáp nhập, xã Mỹ Đức Tây có 45,79 km² diện tích tự nhiên và dân số 36.897 người.

## Hành chính
Mỹ Đức Tây được chia làm 5 ấp: Mỹ An, Mỹ Nghĩa I, Mỹ Nghĩa II, Mỹ Thạnh, Mỹ Tường

## Ảnh

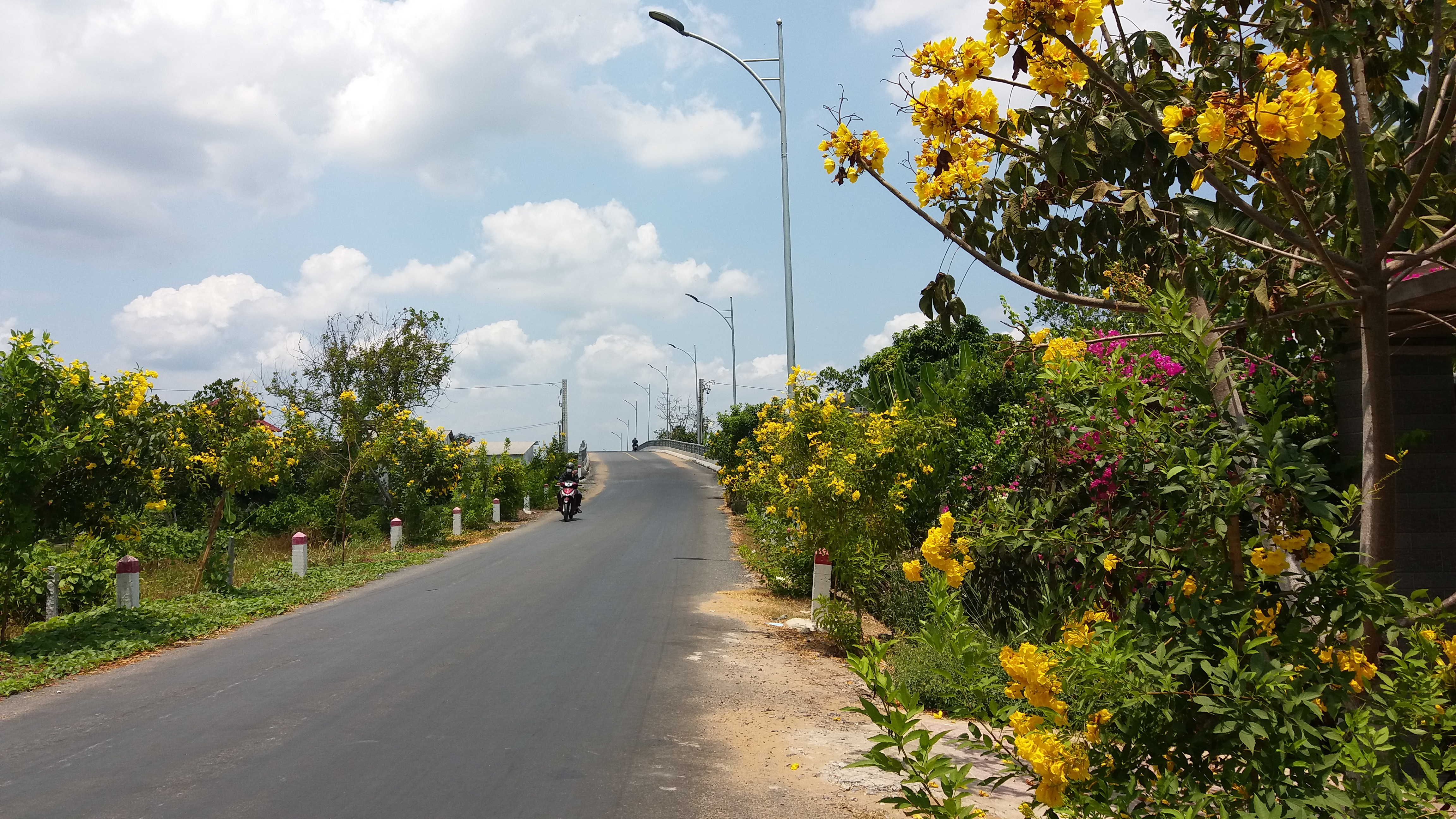
Cầu qua sông Mỹ Đức Tây.
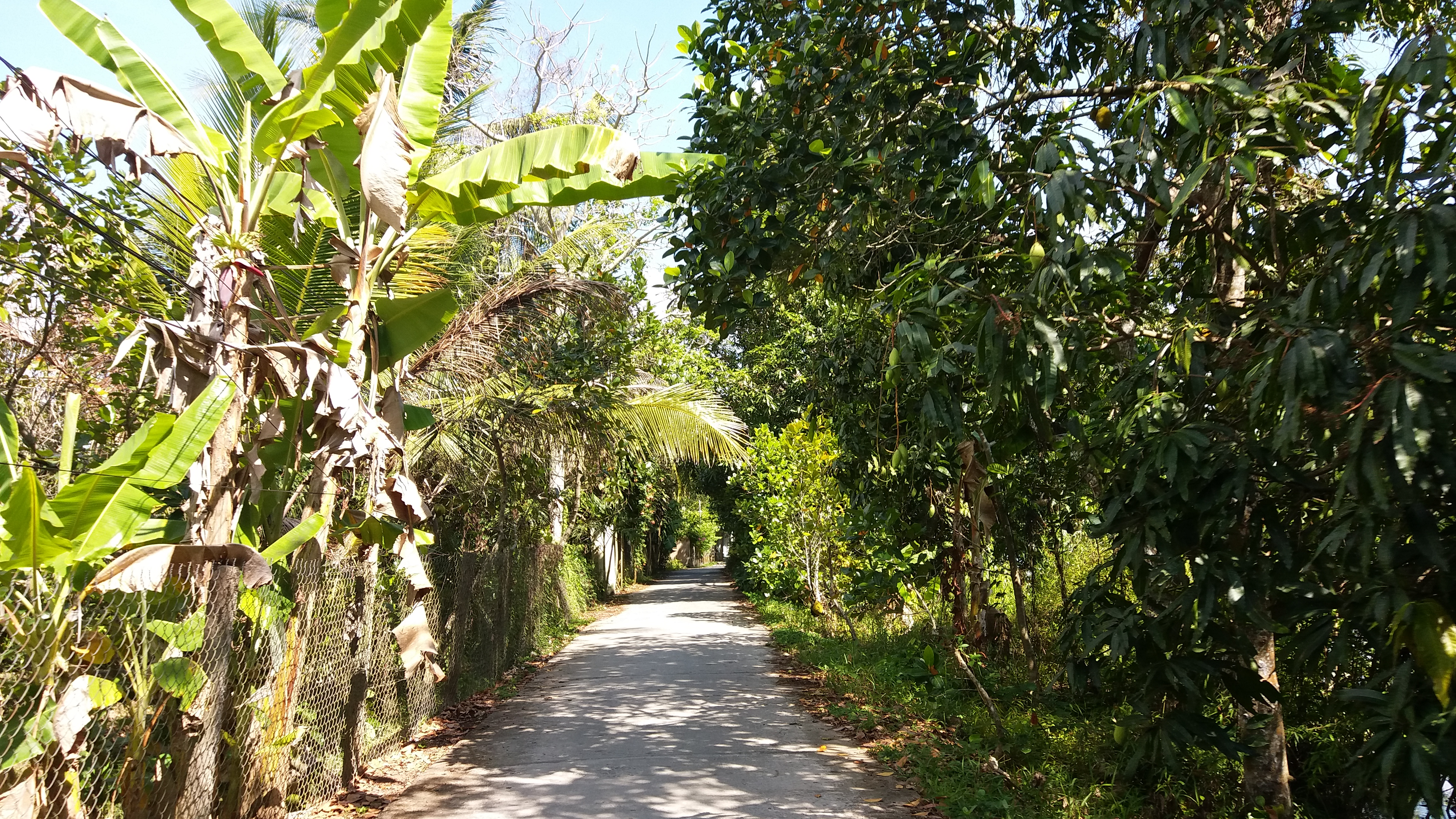
Đường đan phía nam xã.
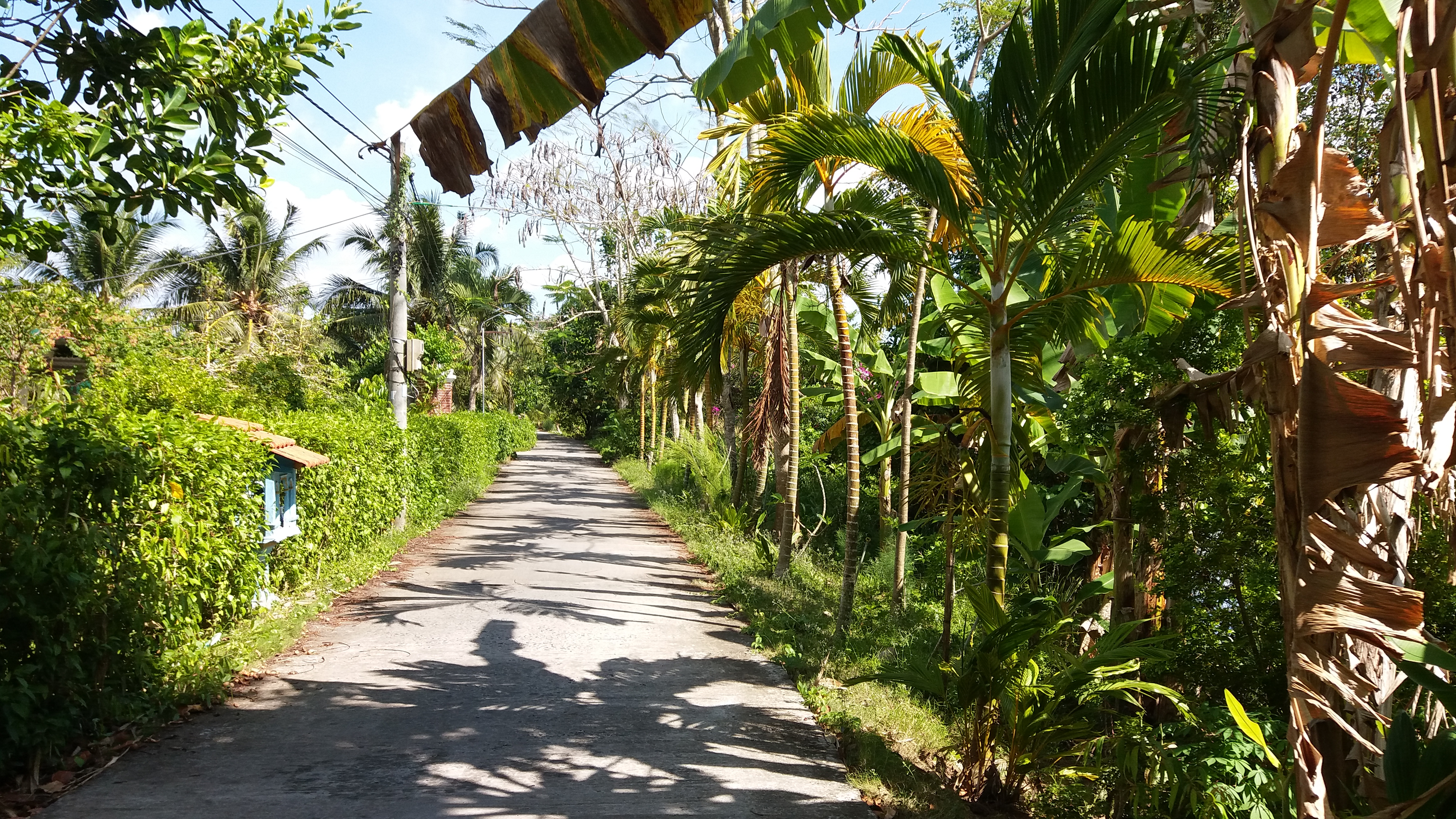
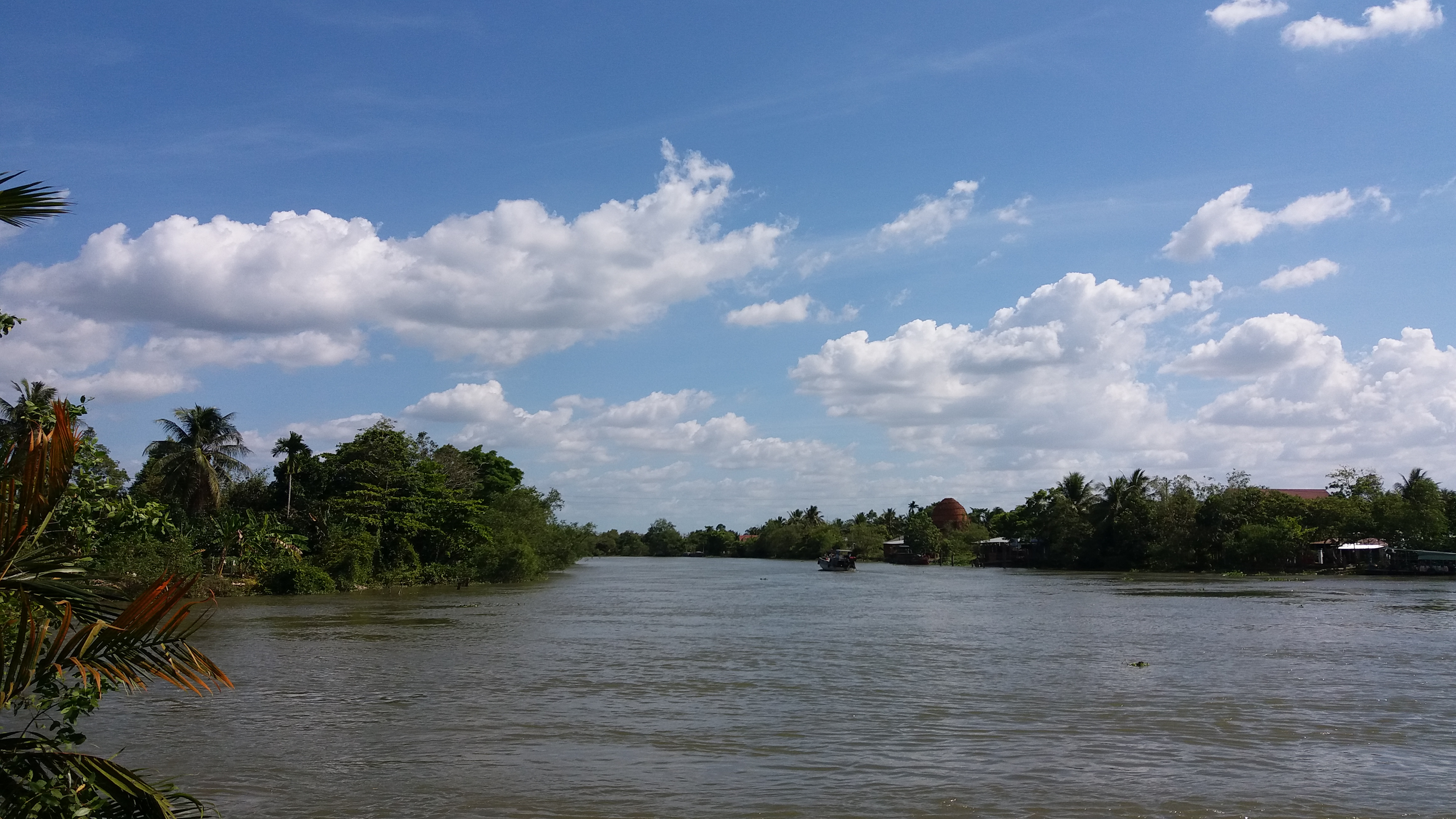
Ngã ba sông phía nam xã.